# دامبروفکا (شهرستان ونگوژوو)
دامبروفکا (لهستانی: Dąbrówka؛ ‏[dɔmˈbrufka]) یک روستا در لهستان است که در گمینا بودره واقع شده‌است.